# Bugár Béla (politikus)
Bugár Béla (Pozsony, 1958. július 7. –) szlovákiai magyar politikus, a Most–Híd elnöke volt.

## Pályafutása
1977–1982 között a Szlovák Műszaki Egyetem Gépészmérnöki Kar hallgatója volt Pozsonyban. 1982–1990 között tervezőmérnök volt a Pozsonyi Nehézgépipari Vállalatnál.
Politikai pályafutását a Magyar Kereszténydemokrata Mozgalomban (MKDM) kezdte. 1990–1992 között a Csehszlovák Szövetségi Gyűlés, majd 1992–ben a SZNT képviselőjeként vált ismertté. 1990–1991 között a MKDM elnökségi tagjaként vállalt szerepet a közéletben, majd megválasztották az MKDM elnökének (1991–1998). 1998-ban az akkor létrejött Magyar Koalíció Pártja (MKP) elnökévé választották; ezt a pozíciót 2007-ig töltötte be. 1998–2006 között a SZNT alelnöke volt, 2006-ban rövid ideig az elnöke is. A 2006. június 17-én tartott választások után az MKP nem került be az új Fico-kormányba, Bugár Béla az új parlamentben már nem lett elnök. 2007-ben Csáky Pál lett helyette az MKP új elnöke.
2008 januárjában egy szlovák napilapnak adott interjúban bejelentette, hogy felhagy a politizálással és vállalkozó lesz. A nagyszarvai Pongrácz-kastélyban lett társtulajdonos. „Az épületben idősek otthona működik majd.” – mondta. Bejelentését azonban mégsem váltotta valóra, továbbra is politikus maradt. 2009-ben a belső viták hatására két társával ultimátumszerűen „felfüggesztette” tagságát az MKP parlamenti frakciójában. Bugárnak és a vele tartóknak nem sikerült megegyezniük az MKP vezetésével. 2009 júniusában otthagyták az MKP-t, és Most–Híd néven új pártot alapítottak. A 2010-es választásokon új pártja 8,1%-kal biztos parlamenti bejutóként végzett, míg az MKP a szavazatoknak mindössze 4,3%-át kapta és kiesett. Ezután ismét az SZNT egyik alelnöke lett.

## Családi háttere
Jelenleg Somorján él családjával.

## Művei
- Olyan országban élek... Magyarokról és szlovákokról, mulasztásokról és lehetőségekről; Kalligram, Pozsony, 2004

## Kitüntetései
- A Magyar Köztársasági Érdemrend nagykeresztje (2004)